# Tortula atrovirens
Tortula atrovirens là một loài Rêu trong họ Pottiaceae. Loài này được (Sm.) Lindb. miêu tả khoa học đầu tiên năm 1864.